# Costa Rica en los Juegos Olímpicos de Sarajevo 1984
Costa Rica estuvo representada en los Juegos Olímpicos de Sarajevo 1984 por tres deportistas masculinos que compitieron en tres deportes.
El equipo olímpico costarricense no obtuvo ninguna medalla en estos Juegos.